# Ivan Toplak
Ivan Toplak, em sérvio Ивaн Toплaк (Belgrado, 21 de setembro de 1931 – 26 de julho de 2021), foi um futebolista e treinador sérvio.

## Carreira
Toplak atuou por sete anos no Estrela Vermelha, pelo qual jogou 210 partidas e marcou 144 gols. Com o clube, conquistou quatro campeonatos nacionais.
Como treinador, dirigiu a Seleção Iugoslava nos Jogos Olímpicos de 1980 e 1984, nos quais a equipe ficou em quarto e terceiro lugar respectivamente.

## Morte
A morte do Toplak foi divulgada em 26 de julho de 2021.